# Prithvirajsing Roopun
Prithvirajsing Roopun (Quatre Bornes, 24 de mayo de 1959, también conocido como Pradeep Roopun) es un abogado y político mauriciano, ex presidente de Mauricio.

## Biografía

### Primeros años y educación
Prithvirajsing Roopun nació en Quatre Bornes, Distrito de Plaines Wilhems, el 24 de mayo de 1959. Creció en el suburbio de Morcellement St. Jean. Cursó sus estudios secundarios en el New Eton College de Rose Hill, 
Graduado de la Universidad de Central Lancashire, Roopun posee una maestría en derecho comercial internacional (LLM), Universidad de Central Lancashire, Reino Unido.

### Trayectoria
En 1978 comenzó a ejercer como profesor de matemáticas en Eden College. Entre 1990 y 2005, Roopun se desempeñó como miembro de la junta examinadora del Consejo de Educación Jurídica. A su vez, se ha desempeñado como profesor en la Facultad de Derecho de la Universidad de Mauricio.

### Carrera política
Sirvió como parlamentario en la Asamblea Nacional entre mayo de 2010 y noviembre de 2019. Durante ese tiempo ocupó el cargo de Ministro de Arte y Cultura, entre 2016 y 2019 y Ministro de Integración Social y Empoderamiento Económico entre 2014 y 2017.
El 2 de diciembre de 2019 fue elegido como el 7.° Presidente de Mauricio por la Asamblea Nacional, tomando juramento el mismo día.

## Vida personal
Roopun está casado con Sayukta Roopun; el matrimonio tiene cuatro hijas: Divya, Jyotsna, Adishta y Vedisha. Posee una plantación de hortalizas cerca de su domicilio en Quatre-Bornes.

## Controversias
El 11 de febrero de 2020, uno de los escoltas, que generalmente acompañan a la limusina del presidente en motocicleta y aseguran su paso libre a través del tráfico congestionado, resultó gravemente herido cuando se bajó de su motocicleta a gran velocidad y con clima húmedo en Trianon. Esto provocó un debate sobre los riesgos innecesarios que debe asumir la policía para que los políticos viajen por las carreteras de Mauricio.
A fines de febrero de 2020, la prensa india informó que el presidente Roopun y su familia fueron detenidos por llevar exceso de equipaje en Benarés, India, cuando se encontraban en un viaje privado. Tuvo que pagar cargos adicionales antes de continuar con su visita.